# Marián Čišovský
Marián Čišovský (Humenné, 2 november 1979 – 28 juni 2020) was een Slowaaks profvoetballer. Hij speelde als verdediger voor achtereenvolgens Humenné, Inter Bratislava, MŠK Žilina, Artmedia Bratislava en vanaf 2008 voor FC Timişoara.

## Interlandcarrière
Čišovský maakte met rugnummer 2 deel uit van het Slowaaks voetbalelftal dat deelnam aan het voetbaltoernooi bij de Olympische Spelen in Sydney, Australië. Hij speelde acht interlands voor de nationale A-ploeg sinds 2002. Hij maakte zijn debuut op 6 februari 2002 in de vriendschappelijke interland in en tegen Iran (2-3). Hij viel in dat duel in de rust in voor Tomáš Gerich.

## Overlijden
Čišovský overleed in 2020 op 40-jarige leeftijd aan de gevolgen van ALS.

## Erelijst
Inter Bratislava
- Slowaaks landskampioen

2000, 2001
- Slowaaks bekerwinnaar

2000, 2001
 Artmedia Bratislava
- Slowaaks landskampioen

2008
- Slowaaks bekerwinnaar

2008